# Candace Robb
Candace Robb (Taylorsville, 1950) è una scrittrice statunitense. È nota per la serie di gialli storici ad ambientazione medievale, aventi protagonista Owen Archer.

## Biografia
Nata nel 1950 a Taylorsville, nella Carolina del Nord, ha studiato a Cincinnati, Ohio, dove si è laureata in letteratura medievale anglosassone presso la locale università; studia tuttora storia e letteratura medievale. Il primo corso che frequentò fu su Geoffrey Chaucer e, grazie all'entusiasmo del suo professore, fu particolarmente attratta da questo autore. Anche se non terminò mai quel corso, da quel momento iniziò a coltivare un forte interesse per periodo storico del Medioevo. Non a caso, Chaucer appare quale personaggio nel suo romanzo A Gift of Sanctuary (Il borgo insanguinato) e cavalca a fianco di Owen Archer verso la città sacra di St David's, nel Galles. Chaucer appare anche nel romanzo The Nun's Tale (La reliquia rubata).
Lei stessa racconta nel suo sito web personale: 
"I miei primi tentativi di scrivere furono poesie […]. Poi mi rivolsi al giornalismo, durante la scuola, scrivendo articoli, saggi ed editoriali. E alcune poesie. […] Dopo le superiori mi dedicai alla scrittura creativa con racconti, per lo più fantascienza […]."
Trovò un lavoro quale editor di pubblicazioni scientifiche presso il Laboratorio di Fisica Applicata dell'Università di Washington dove venne a contatto con articoli riguardanti l'oceanografia e le scienze in generale. Appena laureata cominciò a lavorare al primo dei suoi ormai rinomati romanzi con protagonista Owen Archer, pubblicato nel 1993 con il titolo The Apothecary Rose (in italiano La rosa del farmacista). Candace Robb vive a Seattle, nello Stato di Washington, con il marito Charlie, ma passa molto tempo effettuando ricerche a York in Inghilterra e in Scozia dove ha ambientato i suoi più noti romanzi.

## Opere

### I misteri di Owen Archer
Tutti i romanzi della serie I misteri di Owen Archer sono ambientati principalmente a York, nell'Inghilterra della seconda metà del Trecento, e hanno come protagonisti l'arciere gallese Owen Archer, una sorta di investigatore al servizio dell'arcivescovo di York John Thoresby, la moglie farmacista Lucie Wilton e molti altri personaggi come la levatrice Magda Digby (soprannominata "La donna del Fiume"), l'ostessa Bess Merchet, il vescovo Wykeham, i monaci dell'abbazia di Santa Maria, tra cui in particolare il monaco erborista fratello Wulfstan, la famiglia di Lucie.
Tutti i personaggi sono implicati in varie vicende e sono impegnati a risolvere casi di omicidio e simili. Il resto, come la stessa Candace Robb dice, "is history", "è storia".
1. 1993 - La rosa del farmacista (The Apothecary Rose), Piemme (ISBN 88-384-8782-0)
2. 1994 - Il segreto della cappella (The Lady Chapel), Piemme (ISBN 88-384-1018-6)
3. 1995 - La reliquia rubata (The Nun's Tale), Piemme (ISBN 88-384-1023-2)
4. 1996 - La donna del fiume (The King's Bishop), Piemme (ISBN 88-384-8560-7)
5. 1997 - La morte nera (The Riddle of St Leonard's), Piemme (ISBN 88-384-8561-5)
6. 1998 - Il borgo insanguinato (A Gift of Sanctuary), Piemme (ISBN 88-384-8562-3)
7. 1999 - I delitti della cattedrale (A Spy for the Redeemer), Piemme (ISBN 88-384-7351-X)
8. 2003 - Il cavaliere assassinato (Cross-Legged Knight), Piemme (ISBN 88-384-5458-2)
9. 2007 - La croce degli innocenti (The Guilt of Innocents), Piemme (ISBN 978-88-384-7169-8)
10. 2008 - La veglia dei sospetti (A Vigil of spies)
11. 2016 - The Bone Jar: An Owen Archer Short Story
12. 2019 - A Conspiracy of Wolves
13. 2020 - A Choir of Crows
14. 2021 - The Riverwoman's Dragon
15. 2022 - A Fox in the Fold
16. 2024 - A Snake in the Barley

### Le indagini di Margaret Kerr
I romanzi della trilogia Le indagini di Margaret Kerr sono ambientati nella Scozia, alla fine del Duecento, fra Edimburgo e Perth. Il periodo storico è quello delle guerre per la conquista della Scozia da parte di Edoardo I, il Plantageneto, a cui si oppongono le truppe scozzesi guidate da William Wallace e John Balliol da una parte e da Robert Bruce dall'altra.
I parenti e il marito di Margaret Kerr, essendo tutti scozzesi, sono dalla parte degli indipendentisti. Margaret è alla ricerca del marito scomparso ed è coinvolta nelle attività di spionaggio per conto di Balliol e Wallace. Nel secondo romanzo rincontra il marito e il padre e scopre, anche se non approva, le ragioni della loro scomparsa.
I romanzi:
1. 2000 - La taverna delle ombre (A Trust Betrayed), Piemme (ISBN 88-384-7223-8 e ISBN 978-88-384-7198-8)
2. 2003 - Il saio nero (The Fire in the Flint), Piemme (ISBN 978-88-566-0297-5)
3. 2004 - La mano del traditore (A Cruel Courtship), Piemme (ISBN 978-88-384-7170-4 e ISBN 978-88-566-0972-1)

Personaggi:
- Margaret Kerr, protagonista, sostiene John Balliol e William Wallace.
- Roger Sinclair, marito di Margaret, sostenitore di Robert Bruce.
- Malcom Kerr, commerciante benestante, padre di Margaret, è scappato a Bruges all'arrivo degli inglesi.
- Christiana McFarlane, madre di Margaret, chiaroveggente, si è rifugiata in convento.
- Andrew Kerr, fratello di Margaret, confessore degli inglesi.
- Fergus Kerr, giovane fratello di Margaret, si occupa degli affari di famiglia a Perth.
- Celia, la domestica di Margaret.
- James Comyn, della nobile famiglia dei Comyn, spia a favore di John Balliol e William Wallace.
- William Murdoch, dalla parte di Balliol e zio di Margaret, possiede la taverna ad Edimburgo dove lavora temporaneamente Margaret.
- Janet Webster, compagna di William.

### Altre opere
Con lo pseudonimo di Emma Campion
- 2012 - L'amante del re (The King's Mistress), romanzo, 511 pagine, Piemme (ISBN 978-88-566-2813-5)

La storia è ambientata nel XIV secolo, in Inghilterra: Alice Perrers, a quattordici anni, viene obbligata dal padre a sposare un ricco mercante. Costretta a vivere a corte come una prigioniera, perderà il marito misteriosamente e diventerà l'amante del re Edoardo III d'Inghilterra.
- 2014 - La nemica del Re (A Triple Knot), romanzo, 516 pagine, Piemme (ISBN 978-88-566-4037-3)

Joan of Kent, bellissima cugina del re Edoardo III d'Inghilterra, viene promessa sposa ad un potenziale alleato del re all'approssimarsi della Guerra dei Cento Anni. Ma lei rifiuta il fidanzamento affidandosi ad un cavaliere del re.